# Prunasina
La Prunasina és un glucòsid cianogènic que està relacionat amb l'amigdalina.
Es troba de manera natural en espècies del gènere Prunus com Prunus japonica o P. maximowiczii i en les ametlles amargants També es troba en fulles i tiges d'Olinia ventosa, O. radiata, O. emarginata i O. rochetiana o en Acacia greggii.
També es troba en el succedani del cafè, cafè de Taraxacum.

## Metabolisme
La Prunasina beta-glucosidasa és un enzim que fa servir (R)-prunasina i H₂O per a produir D-glucosa i mandelonitril.
Amyidalina beta-glucosidasa és un enzim que usa (R)-amigdalina i H₂O per a produir (R)-prunasina i D-glucosa.